# 1998 في نيجيريا
فيما يلي قوائم الأحداث التي وقعت خلال عام 1998 في نيجيريا.

## سياسة

### تعيين في المنصب
- 8 يونيو – عبد السلام أبو بكر رئيس نيجيريا.

### انتهاء فترة المنصب
- 8 يونيو – ساني أباتشا رئيس نيجيريا.

## رياضة
- 1 يناير – نيجيريا في كأس العالم 1998

## مواليد

### يناير
- 19 يناير – أورجي أوكونكو لاعب كرة قدم نيجيري.

### مايو
- 18 مايو – برايت إينوباخاري لاعب كرة قدم نيجيري.
- 22 مايو – مايوا نيكولاس
- 23 مايو – سلوى عيد ناصر عداءة سرعة بحرينية.

### أكتوبر
- 28 أكتوبر – فرانسيس أوزوهو لاعب كرة قدم نيجيري.

### ديسمبر
- 29 ديسمبر – فيكتور أوسيمين لاعب كرة قدم نيجيري.

## وفيات

### يونيو
- 8 يونيو – ساني أباتشا (مواليد 1943)